# ストラスブールの大モスク
ストラスブールの大モスク（ストラスブールのだいモスク、フランス語: Grande Mosquée de Strasbourg）は、フランスのストラスブールにあるモスク。1982年に設立された礼拝所を前身とし、2006年に建設が開始され、一時的な中断を挟んだのちに2012年に完成した。
モスクの建設計画は、1990年代の後半に当時のストラスブール市長の支持のもと、市議会などからの支援を受けて進んだ。しかし2001年に市政が交代したことで計画は停滞し、内容の変更を迫られた。2006年から建設が始まったものの、建設会社とのトラブルで2007年から2009年まで建設は中断された。2009年にはモロッコ政府からの資金提供も受けて建設が再開され、2012年にモスクは完成した。
モスクはイタリア人建築家であるパオロ・ポルトゲージによって設計された2階建ての建物で、およそ2,000人を収容できる。

## 所在地
ストラスブールの大モスクは、ストラスブールの中心部と周辺部の境界とされる、イル川とローヌ・ライン運河の合流地点にあたる地域に位置している。モスクの周辺には中学校や高校、市民病院、ストラスブール大学医学部のキャンパスなどが位置している。モスクの近くにはトラムの停留所があり、目の前にはバス停が位置している。

## 歴史

### 背景

#### アルザス・モーゼルの政教体制
フランスは政教分離を謳うライシテを掲げている。このライシテの基本法となったのが1905年の政教分離法である。政教分離法においては、1801年のコンコルダートで公認宗派として認められたカトリック、プロテスタントのルター派とカルヴァン派と、1808年に公認宗派となったユダヤ教から成る4つの宗派の聖職者に支払われていた俸給や補助金の停止、宗教組織の再編などが定められた。しかし、ストラスブールが位置するアルザス・モーゼルは政教分離法の成立時にドイツ領だったため、これが適用されていない。そのため1801年のコンコルダートが効力を有しており、上記の4宗派が公認宗派として税制免除や宗教施設維持費の国家負担といった優遇を受けている。公認宗派ではないイスラームもアルザス・モーゼルにおいては団体登録を行うことで非公認宗派として認められ、公的機関からの資金提供といった恩恵を受けることが可能になっている。

#### ストラスブールにおけるイスラーム
1960年代、フランスから独立したマグリブ諸国からフランスへの労働者が増加した。こうした中で、ストラスブールへの移民は1960年代にはヨーロッパ出身者と、モロッコやアルジェリアといった北アフリカの出身者がほとんどだった。1970年代に入るとモロッコやトルコからの移民が増加した。次第にモロッコからの移民は減少したが、トルコからの移民は1980年代も増加し続けた。1998年時点でストラスブールの人口のおよそ10%がムスリムであったと考えられている。フランス全域と比べてストラスブールではトルコ系が占める割合が大きく、また、マグリブ諸国の中で、フランス全域ではアルジェリア系が多い傾向があるのに対してストラスブールではモロッコ系が最多となっている。
1960年代より、ストラスブールに住むムスリムは、住宅の一室や地下室の借用、廃工場、キリスト教の教会のスペース借用といった方法で礼拝の場を求める試行錯誤を行っていた。こうした礼拝所は「地下室のモスク」と呼ばれており、場所不足などの問題があった。1982年には工場だった建物を改修した礼拝所が設立され、モロッコ系のイスラーム組織であるフランス・イスラーム学生連盟 (Association des Étudiants Islamiques en France) のストラスブール支部によって運営されていた。この礼拝所がストラスブールの大モスクの前身となった。この礼拝所においても、利用者の増加とともに場所不足が深刻となり、金曜礼拝の際には礼拝を行うムスリムが隣接する公道に溢れていた。

### 建設計画の始まり
1992年、当時のストラスブール市長であったカトリーヌ・トロットマンが礼拝所を訪問した。トロットマンはその翌年である1993年、ストラスブール市内におけるモスクの建設計画を支持する発表を行った。これを受け、礼拝所の責任者であったモロッコ国籍のアブデッラー・ブスフは1997年までにストラスブール市内の9つのイスラーム団体の責任者からなる、ストラスブールのムスリム団体連携組織 (Coordination des Associations de Musulmans de Strasbourg、以下CAMS) を設立した。
1998年には当時のストラスブール市長であったロラン・リスの呼びかけで、ストラスブールが位置するアルザス・モーゼルの公認宗教であるユダヤ教、カトリック教会、プロテスタントのルーテル教会と改革派教会のストラスブールの各代表者が共同で、ストラスブールにおけるモスクの建設を支持する宣言を行った。
ストラスブールにおいてはヨーロッパのムスリム学院 (Institut Musulman d'Europe、以下IME) という別のムスリム団体もモスクの建設を計画していた。大学知識人によって進められたIMEの計画はアルジェリア系住民から支持を受け、ストラスブール市議会でも分裂を生み出し、市長であったリスも裁定に手間取った。ただし、Bruce (2019)によると、IMEの計画は全くの無内容であったという。
1999年4月、こうした対立に直面しながらもストラスブール市議会はモスクの建設を支援する決議を可決し、リスはCAMSの計画を優先的に採択する意向を示した。決議が行われた日にはIMEを支持するアルジェリア系住民や、国民戦線のメンバーによる抗議運動が行われた。2000年5月にはこの決議に基づいてモスク用地の50年間の長期賃借契約が締結された。モスクの建設用地には、交通の便のほか、利用者の出自や居住地域などに偏りが発生しない立地が求められていた。また、建設資金の10パーセントまでという制限付きで、市から助成金が拠出されることも決定された。同年にはモスクの建設案のコンペティションが行われた。コンペティションでは12人の審査員が審査を行い、イタリア人建築家であるパオロ・ポルトゲージのプロジェクト案が選出された。また、同年にはストラスブール市の代表者が計画への支援を求めてモロッコを訪問した。

### 計画の停滞

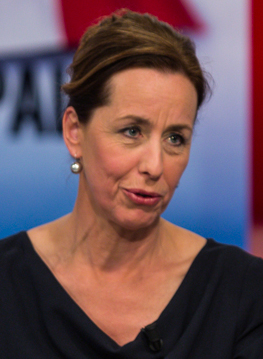
ファビエンヌ・ケレー

2001年、ストラスブールで市長選挙が行われ、中道左派の社会党に所属するリスから、社会党とライバル関係にあった中道右派の国民運動連合に所属するファビエンヌ・ケレーに市長が交代した。建設許可申請は市長が交代する1か月前に提出されたものの、ケレーの就任後、申請は18か月間保留され、建設計画は停滞した。ケレーは、建設案にあったミナレットの設置と、図書館などの文化施設の建設を却下した。また、外国から資金の提供を受けないこと、モスクはストラスブール住民に属することといった条件を提示した。このほか、2003年には、説教をアラビア語ではなくフランス語で行うことを求める3ページの書簡を出した。
モスクの建設は2006年に開始された。しかし、建設会社がフランスで丸天井を造るための資格を持っていなかったことなどを理由に契約トラブルが発生し、2007年から2009年の間は建設が中断されることとなった。2008年には社会党のリスが再び市長に就任した。リスはミナレットの設置について反対しないとしたが、設置には新たな建設許可申請が必要となるとしたほか、ムスリム団体も資金不足に陥っていたことも一因としてミナレットは建設されなかった。

### モスクの開設
建設費用の拠出の割合
2009年、新たな建設会社によってモスクの建設が再開された。建設再開にあたって新たな資金が必要になったが、ブスフがモロッコ人コミュニティによる団体の事務総長に就任していたことによって、モロッコ政府からの資金提供が行われた。同年のイード・アル＝アドハーの初日である11月27日にはモスクにドームが設置された。
モスクは2012年夏に完成し、同年9月27日に落成式が行われた。落成式には1,200人が参列した。この中には当時のストラスブール市長であったリスや、モロッコの政府関係者、フランス・ムスリム宗教評議会の議長、また、当時の内務大臣であったマニュエル・ヴァルスなどが含まれた。落成式においてヴァルスは、共和国に立ち向かおうとする者には容赦せず、イスラームの名のもとに治安を乱す者や、フランスの法や価値観を尊重しない者を放逐することをためらうことはないという旨のスピーチを行った。
モスクの建設費用は1千万ユーロを超えた。佐藤 (2019)によると、建設費用のうち39パーセントはモロッコ政府から、25パーセントは寄付から、9パーセントはサウジアラビア政府から、8パーセントはストラスブール市議会から、7パーセントはバ・ラン県議会から、7パーセントはアルザス地域圏議会から、5パーセントはクウェート政府から拠出された。

### 現在まで
フランスにおけるCovid-19の感染拡大により、2020年3月からは礼拝を含めてモスクでの活動が一時的に中止された。

## 建築
モスクのウェブサイトによると、モスクは10,187平方メートルの敷地に建てられ、建築面積は2,731平方メートルである。2階建てであり、1階部分に1,500人余りを収容できる1,000平方メートルの男性用の礼拝室が、2階部分に500人を収容できる220平方メートルの女性用の礼拝室がある。このほか、沐浴室や会議室が設けられている。モスクのドームは銅で出来ており、直径は17メートル、高さは10メートル以上である。モスクの天井は大きな丸天井となっており、採光のために小窓が設けられている。モスクには、モロッコや中東の建築で用いられるようなアーケードは設けられなかったほか、当時の市長であったケレーの反対でミナレットも設けられなかった。
モスクの設計は、イタリア人建築家でありローマのモスクの設計を行ったパオロ・ポルトゲージが行った。彼は設計にあたって、ストラスブールの特色を生かした設計を意識していたという。彼は雑誌のインタビューにおいて以下のように述べている。

### 内装
モスクの正面玄関にはアラビア語とフランス語で書かれた2つのプラークが設置されている。このうち、アラビア語のものにのみ「信徒の長」を意味する「アミール・ル・ムウミニーン」という言葉が記されている。モスクの内装はモロッコ風のものになっており、礼拝室の壁はモロッコの職人が施したゼリージュの装飾で覆われているほか、モロッコから寄付された木製のミンバルが設置されている。

## 活動

### 礼拝
ストラスブールの大モスクは、モロッコ政府と取り決めで、金曜礼拝の際の説教師をモロッコから受け入れ、給与を支払っている。礼拝はイマームによってアラビア語で行われた後にボランティアによってフランス語に翻訳される。

### 宗教学習
モスクのウェブサイトによると、モスクではアラビア語やイスラームにまつわる教室が子どもに向けて開かれている。

### 総会
モスクのウェブサイトによると、モスクでは総会が年に1度、3日間の日程で開かれている。総会にはフランスやヨーロッパ中から参加者が訪れ、様々な議論が交わされるという

### 文化活動
ストラスブールの大モスクは非ムスリムの見学者や観光客を受け入れており、見学ガイドが行われている。また、モスクの内部には訪問者向けにフランス語と英語、ドイツ語で書かれた注意書きが設置されている。モスクの落成後、4か月の間におよそ10,000人の見学者がモスクを訪れたという。
モスクは、宗教間交流を目的とし、キリスト教の教会やユダヤ教のシナゴーグを借りて様々な宗教にちなんだ音楽グループを招待して行われている「サクレ・ジュルネ」という音楽コンサートに、礼拝室を会場として提供している。